# Руггелль (футбольний клуб)
Руггель (нім. Fußballclub Ruggell) — ліхтенштейнський футбольний клуб із міста Руґґель. Виступає в швейцарській Третій лізі. Клуб заснований в 1958 году. Домашні матчі команда проводить на стадіоні Фрайцайтпарк Відау. У фіналі Кубка Ліхтенштейна 2001 року команда зазнала найбільшої поразки за всю свою історію — 0:9 від клубу Вадуц.

## Досягнення
Кубок Ліхтенштейну
- Фіналіст (7 разів): 1963, 1973, 1978, 1981, 2001, 2007, 2019